# Tinashe
Tinashe (prononcé : [tiːˈnɑːʃeɪ]), née le 6 février 1993, est une chanteuse, danseuse, actrice, auteure-compositrice américaine, et mannequin. Née à Lexington dans le Kentucky, et élevée à Los Angeles, elle commence sa carrière musicale en intégrant le groupe The Stunners avant d'embarquer dans une carrière solo.
Après la séparation du groupe en 2011, Tinashe fait paraître deux mixtapes acclamées par la critique, In Case We Die et Reverie en 2012. Après la sortie de ses mixtapes Tinashe signe chez RCA Records en 2012. Le 7 octobre 2014 elle sort son premier album.
Tinashe fait paraître son single 2 On en featuring avec ScHoolboy Q, le 21 janvier 2014. De 2008 à 2009, Tinashe obtient un rôle régulier dans la série télévisée américaine Mon oncle Charlie.
Le 2 octobre 2015, elle sort un nouveau single : Player en featuring avec Chris Brown et le clip  sort, un mois plus tard, le 2 novembre 2015.
En 2016, elle enregistre en duo avec la chanteuse Britney Spears le titre Slumber Party, extrait du dernier album de Spears, Glory.

## Biographie
Tinashe est née à Lexington, dans le Kentucky. Son père est originaire du Zimbabwe, et sa mère est d'origine irlandaise, norvégienne et danoise. Elle a deux jeunes frères, Thulani et Kudzai. Dès l'âge de 8 ans, sa famille s'installe à Los Angeles. Son père, qui a des relations dans le domaine théâtral, aide Tinashe à commencer sa carrière très jeune. Elle commence par être modèle bébé. Avant ses débuts dans la musique, elle joue et apparaît dans des films et séries télévisées aux côtés d'acteurs comme Tom Hanks et Charlie Sheen.

### Carrière

#### The Stunners (2007–2011)

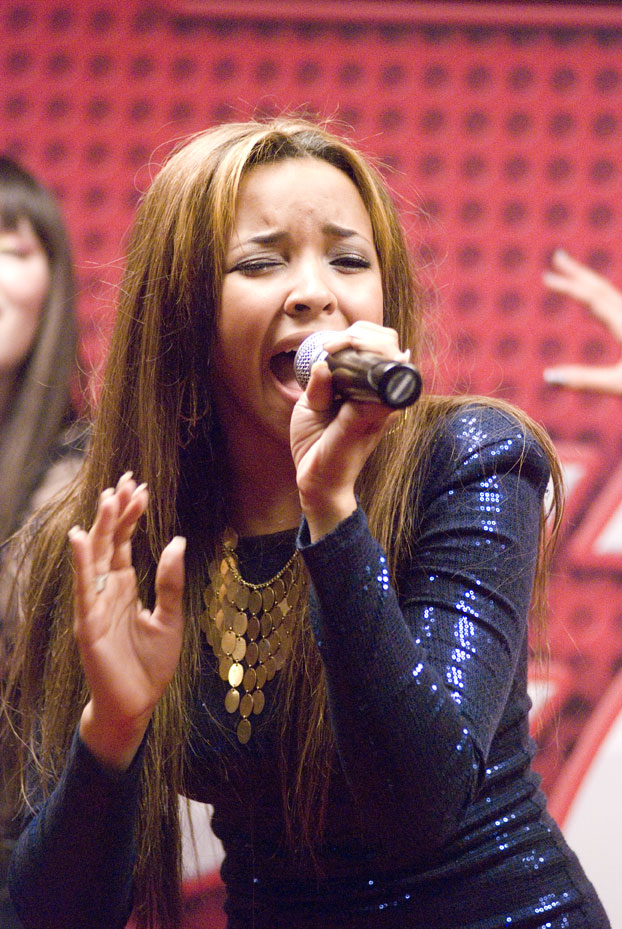
Tinashe, lors d'un concert de The Stunners en 2010.

Tinashe passe deux ans en tant que membre du groupe The Stunners, formé par le rappeur Vitamin C. Elle rejoint rapidement Allie Gonino, Hayley Kiyoko, Kelsey Sanders (remplacée par Lauren Hudson en 2009), et Marisol Esparza pour former le groupe The Stunners,. Six mois plus tard, le groupe signe avec le label Columbia Records et font paraître leur premier single Bubblegum sur iTunes ; le single contribue à la bande originale de la série iCarly. Le single et le clip sont supprimés du site quelque temps plus tard. En décembre 2008, Kelsey Sanders annonce son départ du groupe afin de poursuivre sa carrière de comédienne, et est remplacée par Lauren Hudson. En 2009, le groupe quitte Columbia Records et signe un contrat d'enregistrement avec Lionsgate Entertainment, qui a aussi produit une télé réalité sur le groupe qui a été commandé par la chaîne MTV,. Au mois d'octobre la même année, les filles font paraître un EP de 5 titres, influencés par Madonna, Gwen Stefani et Rihanna, et tournent un clip promotionnel pour leur single intitulé We Got It paru le 22 février 2010.
Le groupe donne quelques concerts au Today Show, et au Wendy Williams Show,. Après avoir fait le tour de plusieurs labels, le groupe signe finalement chez Universal Republic Records. En 2010, leur single Dancing Around the Truth en featuring avec New Boyz atteint le top 40 des stations radios. Le clip sort le 2 juin, juste avant que le groupe n'annonce qu'il assurera la première partie de la tournée My World Tour de Justin Bieber. Il fait paraître un single en décembre 2010, produit par Desmond Child, et écrit par le groupe intitulé Santa Bring My Soldier Home encourageant les dons pour les soldats.
Le groupe achève sa tournée après une vingtaine de dates et reviennent à Los Angeles pour enregistrer de nouvelles chansons aux côtés de producteurs comme Toby Gad, The Cataracs, Dave Broome, Livvi Franc, Sheppard Soloman, Jimmy Harry et Tony Kanal de No Doubt. Le groupe enregistre son quatrième vidéoclip dans le désert de Californie en novembre pour leur single Spin the Bottle paru le 31 décembre 2010. Un album, avec un second single officiel intitulé Heart Stops Beating, écrit par Tinashe et Allie, et produit par Orange Factory Music était censé sortir, mais la production est stoppée lorsque le groupe se sépare brutalement en 2011,,.

#### Mixtapes et contrat d'enregistrement (2011–2013)
Le groupe officiellement séparé, Tinashe poursuit sa carrière solo de son côté. Elle annonce le futur enregistrement de la chanson du générique de la série Shedding For The Wedding diffusée sur la chaîne CW. Le 3 mai 2011, Tinashe fait sa première apparition télévisée en solo devant 57 000 personnes durant le match de baseball opposant les Dodgers et les Cubs, où elle interprète l'hymne nationale God Bless America,. Elle sort son premier clip solo, How To Love, une reprise du rappeur Lil Wayne. La chanson sort quelque temps plus tard en téléchargement gratuit sur le site officiel de Tinashe,. Après la sortie de son clip, Tinashe annonce sa rupture de contrat avec Universal Republic. Annoncé le 5 juin 2011, Tinashe est en featuring sur le titre Artificial People, produit par la compagnie de musique Orange Factory Music (OFM). Le single sort le 12 septembre 2011 sur iTunes. Le 25 novembre 2011, Tinashe fait paraître un nouveau clip, Can't Say No, son premier single solo. La chanson contient un sample du titre Blur de Britney Spears tiré de son sixième album Circus. La chanson est disponible en téléchargement le 28 novembre 2011,.
En février 2012, Tinashe sort sa première mixtape intitulée In Case We Die. La mixtape est portée par 4 singles, le premier étant Chainless sorti sur iTunes le 19 décembre 2011. Le premier single officiel s'intitule My High, disponible en écoute streaming sur son site officiel. Le second single officiel annoncé est This Feeling. Le clip sort le 1er mai 2012 sur le site GlobalMind.com,. Le dernier single de la mixtape s'intitule Boss, juste après que la présentation de la chanson dans un épisode de la série Single Ladies diffusée sur VH1. Le clip du single sort le 14 août 2012, coécrit et dirigé par Tinashe et Jt Ervin,,. La mixtape est positivement accueillie par la presse spécialisée.
Le 13 juillet 2012, Tinashe annonce la signature d'un contrat d'enregistrement avec RCA Records,. Après avoir signé son contrat, Tinashe sort sa deuxième mixtape intitulé Reverie le 6 septembre 2012 en téléchargement gratuit sur son site officiel. Trois singles sont tirés de la mixtape, le premier étant Stargazing sorti le 21 août 2012, le second Ecstasy sorti le 18 décembre 2012, et le dernier Who Am I Working For?, le clip de ce dernier sort le 12 mars 2013. Les critiques de cette seconde mixtape sont très positives. Le blogger de Tumblr, Yakk, compare les « sonorités plus underground marquées dans l'industrie musicale » à Frank Ocean et The Weeknd.
Entre août et novembre 2012, une série de remixes de chansons en provenance des deux mixtapes de Tinashe filtre sur Internet et est positivement accueillie,,. Le 5 novembre 2012, Tinashe annonce travailler sur un EP composé de remixes,. Tinashe travaille par la suite sur son premier album studio. Son premier album, enregistré à New York, est ensuite programmé pour 2013. Pour celui-ci, Tinashe travaille avec des producteurs tels que Clams Casino, Ryan Hemsworth, T-Minus, Boi-1da, Fisticuffs, Best Kept Secret et Ritz Reynolds. Le 9 avril 2013, Tinashe fait paraître un single en collaboration avec le producteur Jacques Greene, intitulé Painted Faces. Le 26 novembre 2013, Tinashe fait paraître sa troisième mixtape intitulée Black Water.

#### Aquarius (2014)
Le 13 janvier 2014, Tinashe fait paraître 2 On, en featuring avec le rappeur ScHoolboy Q, et produit par DJ Mustard, en tant que premier single de son premier album,. Le single se positionne à la 52e place du Billboard Hot 100. Ce morceau apparaît dans son premier album nommé Aquarius. Le 29 juin 2014, Tinashe fait ses débuts à la télévision américaine, interprétant son single 2 On au pré-spectacle des BET Awards. Le même jour, elle a également annoncé que son premier album, Aquarius, serait publié officiellement le 7 octobre 2014. 

« Il combine l'essence de tous mes travaux précédents. Je suis restée fidèle à qui je suis. Évidemment, il y a une certaine progression à mesure que j'ai grandi en tant qu'artiste, et je suis influencée par de nouvelles choses et ce qui ne l'est pas. Je pense que mes fans seront vraiment heureux. Je pense que cela représente vraiment ce que je suis et où je suis créativement en ce moment. »

— Tinashe parlant du thème de son album.
 Le deuxième single, Pretend avec ASAP Rocky a été publié le 22 août 2014. Aquarius a fait ses débuts au numéro 17 sur Billboard 200 avec 18 000 exemplaires vendus au cours de sa première semaine. Tinashe est également présente sur le remix de  Jealous de Nick Jonas.

#### 2015-2017: Amethyst, Nightride et Joyride
All Hands on Deck est devenu le dernier single de Aquarius. Bien que le seul a échoué dans charts Billboard Hot 100, la vidéo musicale a créé beaucoup de buzz parmi les fans pour sa chorégraphie et ses visuels à haut indice d'octane.
À la fin de janvier 2015, Tinashe travaille avec des paroliers et les producteurs Dr Luke, Max Martin et Taylor Parks sur son deuxième album de studio. Le 16 mars 2015, Tinashe a publié une mixtape de sept chansons intitulée Amethyst. Le projet a été enregistré dans la chambre de Tinashe pendant ses vacances de Noël, et offre une production composée de Ryan Hemsworth, Iamsu!, DJ Dahi, Smash David, Ritz Reynolds, Nez & Rio et Mae N. Maejor.
Le 2 septembre 2015, Tinashe a publié un commentaire pour son deuxième album studio Joyride sur YouTube. Elle a expliqué à Billboard la signification derrière le titre, « Je l'ai toujours dans le fond de ma tête, mais il a commencé à devenir de plus en plus pertinent pour l'état actuel de ma carrière. Avec tous ces voyages que j'ai faits l'année précédente et tout ce que j'ai traversé, c'est vraiment une aventure, un voyage, une promenade », et lorsqu'on lui a demandé pourquoi elle a l'impression qu'elle n'est pas entendue, elle a déclaré:" C'est vraiment difficile cette année à développer une base de fans, une tournée. Je continue à grandir, mais vous avez toujours l'impression que vous êtes peu apprécié, sous-évalué. Surtout pour moi, c'est passionnant d'avoir de la musique et de donner de la musique Les gens ont la chance de me retrouver à nouveau." Le 9 septembre, Tinashe a publié un single promotionnel appelé Party Favors avec le rappeur Young Thug. Le 2 octobre 2015, Tinashe a publié son premier single, Player, avec Chris Brown .
Tinashe a annoncé son Joyride World Tour le 12 janvier 2016. Il soutiendra son album Joyride. La tournée a finalement été annulée à la fin car Tinashe voulait se concentrer sur la création de nouvelles chansons pour l'album. Tinashe a également révélé un autre single promotionnel, Ride of Your Life, le 2 février 2016.
Le 15 juillet 2016, Tinashe a sorti le single principal de Joyride, Superlove. La vidéo musicale dirigée par Hannah Lux Davis a fait ses débuts le 12 août 2016. La vidéo sur YouTube a atteint un million de vues en seulement un jour et demi. Le 15 septembre 2016, avec une performance aux MTV Wonderland, Tinashe a dévoilé Company en tant que deuxième single de Joyride. Contrairement à ses travaux antérieurs, Company n'a pas été co-écrit par Tinashe mais par The Dream.
Le 14 octobre 2016, la chanteuse collabora avec le trio Far East Movement , Marshmallo et  Chanyeol, le célèbre rappeur du boysband sud coréen EXO sur Freal luv.
Le 25 octobre 2016, Tinashe a confirmé travailler avec la chanteuse américaine Britney Spears pour une version remixée de la chanson de Spears Slumber Party, alors que Spears publiait une photo sur les réseaux sociaux avec la chanteuse.
Le 4 novembre 2016, Tinashe a sorti un album intitulé Nightride qui, selon elle, était en production au cours des deux dernières années, simultanément avec son album studio Joyride.
Le 16 mars 2017, Tinashe a créé un nouveau single, Flame qui est tiré de son album studio Joyride. Il a également été confirmé que Tinashe apparaîtra dans la nouvelle saison de Empire. Le lendemain, Tinashe est annoncé pour lancer le WrestleMania 33 à Orlando . Et le 2 avril 2017, dans le cadre de l'épreuve annuelle de catch, Tinashe a joué face à 75 245 personnes - la plus grande foule jamais assemblée au Orlando Citrus Bowl.

#### 2018-2020: Télévision,Départ de RCA etSongs for You
Le 9 juin 2018, le chanteur et producteur Hitmaka (en) annonce être le producteur de son prochain album Nashe. La chanson Like I Used To sort le 13 juillet.
Le 12 septembre 2018, Etonline annonce sa participation à la 27e saison de l'émission Dancing with the Stars. Son partenaire est le danseur Brandon Armstrong. Malgré son bon score tout au long de l'émission, elle et son partenaire sont éliminés.
La Fox a annoncé une adaptation en direct de la comédie musicale Rent, sous le nom de Rent: Live, dans laquelle Tinashe interprète le rôle féminin principal de Mimi Marquez, une danseuse exotique qui lutte contre la toxicomanie et le VIH. Des vidéos promotionnelles et une série de photos ont été diffusées, montrant Tinashe et d'autres membres de l'équipe en répétition et en costumes pendant la période précédant la diffusion. En tant que fan de la comédie musicale depuis le collège, elle a déclaré à US Weekly à propos de son rôle et de la comédie musicale en général : « Il y a encore beaucoup de sujets qui ne sont pas nécessairement des sujets pour les enfants, mais je pense que c'est important parce qu'ils sont très pertinents et nous les traitons d'une manière magnifique, géniale, amusante et excitante ». La comédie musicale a été diffusée sur Fox le 27 janvier 2019. Le special a reçu cinq Primetime Emmy Awards.
En février 2019, le manager de Tinashe annonce qu'elle s'est séparée de RCA, déclarant que la « séparation positive » lui « redonnait le contrôle créatif ». Le 7 novembre, elle signe un contrat de gestion avec Roc Nation. Le 20 novembre, Tinashe sort son premier album studio, Songs for You, qualifié d' « excellent » par Idolator et The Cut, tandis que Ben Dandridge-Lemco, du Wall Street Journal, a déclaré qu'il était « difficile de trouver une critique négative du projet où que ce soit ». Le 17 juillet 2020, près de huit mois après la sortie de Songs for You, Tinashe sort le single « Rascal (Superstar) ».
En août, Tinashe a confirmé qu'elle figurerait sur le single d'Iggy Azalea « Dance Like Nobody's Watching ». La chanson est leur deuxième collaboration après le remix « All Hands on Deck » de 2015. La chanson s'est classée en Écosse et dans les charts de genre aux États-Unis.
Le 25 novembre 2020, Tinashe sort un EP de Noël intitulé Comfort & Joy.

#### 2021-2024:333etBB/ANG3L
Le 28 mai 2021, Tinashe publie sur ses réseaux sociaux un teaser énigmatique pour son cinquième album studio. Le teaser comprend la légende « 333 », qui a été spéculé pour être le titre de son cinquième album, ainsi qu'un nouveau logo conçu par Franc Fernandez. Le premier single de l'album, « Pasadena » a été publié le 4 juin en featuring avec le rappeur américain Buddy. Le 9 juillet, Tinashe publie un nouveau single « Bouncin ». Le 12 juillet, l'artiste annonce sa tournée, The 333 Tour, commençant en septembre 2021. Le 22 juillet, elle annonce la date de sortie de 333 comme étant le 6 août 2021, et sort le même jour la chanson « I Can See the Future ». L'album a été accueilli positivement par la critique. La chanson et le clip de Bouncin ont attiré l'attention des médias, avec des artistes comme Little Mix et Doja Cat exprimant leur amour pour la chanson. Tinashe a également été nommée dans la liste Forbes 30 Under 30 pour 2022.
Le 29 juillet 2022, Tinashe sort le single « New to You » aux côtés de Calvin Harris, Normani et Offset, pour le nouvel album d'Harris, Funk Wav Bounces Vol. 2.
En, janvier 2023, Tinashe fait une apparition dans l'adaptation cinématographique de House Party, aux côtés de Jacob Latimore, Mya, Kid Cudi, et LeBron James. Elle est également au casting de la téléréalité Stars on Mars, dont la première a eu lieu le 5 juin 2023. La série est animée par l'acteur américain William Shatner parmi d'autres « célébronautes », où elle termine deuxième.
Le 21 juillet 2023, elle sort « Talk to Me Nice », le premier single de son sixième album studio, BB/ANG3L Le 18 août 2023, elle sort le deuxième single de l'album, « Needs ». L'album sort le 8 septembre 2023. BB/ANG3L reçoit des critiques positives. Dylan Green de Pitchfork a décrit BB/ANG3L comme « aussi élégant et concentré qu'un défilé de mode », écrivant que son « sens de l'intimité, combiné à sa confiance florissante [...] rend BB/ANG3L si puissant ». Sam Franzini de The Line of Best Fit a soutenu que BB/ANG3L pourrait être son œuvre la plus forte, déclarant que « même sur les pistes où elle n'invente pas nécessairement quelque chose de nouveau, jouant dans des ensembles contemporains de R&B et de trap, il y a toujours une étincelle qui les rend difficiles à manquer ». Parlant de ses futurs projets, Sam Franzini a déclaré que BB/ANG3L est un projet de grande envergure. Il affirme qu' « en tant que hitmaker underground la plus solide du R&B, il est certain que Tinashe créera bientôt quelque chose d'aussi amusant et terre-à-terre ».
Dans une interview pour le magazine Paper, Tinashe annonce que BB/ANG3L est une trilogie. Le 12 avril 2024, elle sort la chanson « Nasty » qui est le premier single de l'album BB/ANG3L Pt. 2 - Quantum Baby.

## Style musical et voix
Tinashe écrit et produit la plus grande partie de sa musique dans son studio chez elle et décrit son style musical comme suit:

« J'écris beaucoup dans ma voiture, ce n'est pas seulement un endroit très inspirant pour écouter de la musique. Je pense que cela me met dans la zone. Je pense simplement aux mélodies et les paroles arrivent. Parfois, très facilement, puis parfois je vais avoir une mélodie pendant une semaine avant de trouver des paroles, donc ça dépend. Je suis vraiment vraiment inspirée par le R&B, le hip-hop et la musique alternative, alors je voulais juste combiner les trois. Et le type de personne que je suis, je trouve simplement l'obscurité intéressante d'une certaine manière. J'adore les chansons qui semblent un peu folles, je pense que cela crée une juxtaposition intéressante entre ma voix parce qu'elle est si brillante et douce, mais je ne veux pas que ma musique se retrouve douce ou gentille. J'aime le contraire, alors je pense à quelque chose qui est sombre et lourd et que je mets comme douce et légère sur le dessus.
Elle décrit son plus grand défaut en tant qu'artiste comme « non adaptée à un genre particulier » »

— Tinashe, parlant de son style d'écriture.
Le style de Tinashe a été comparé par les critiques de l'industrie et les fans à Janet Jackson, The Weeknd et à la chanteuse Aaliyah.

## Influences
Elle cite Sade, Michael Jackson, Janet Jackson, Britney Spears et Christina Aguilera comme ses influences.

« Je pense qu'ils sont tous iconiques d'une certaine manière. Ils sont tous des chanteurs étonnants, des interprètes et cet aspect vivant est quelque chose que j'admire. Je veux toujours effectuer un excellent spectacle en direct. »

## Vie privée
Enfant, Tinashe a fait face à l'intimidation de ses pairs:

« En fait, je me suis fait beaucoup harceler à l'école. Je suis allée à l'école publique jusqu'à ma 9e année et j'ai eu une très mauvaise expérience. J'ai manqué au bal et à l'obtention du diplôme et à toute l'expérience du collège, mais je ne me sens pas mal parce que tout ce que je faisais était ce que je voulais réellement. »

Tinashe réside à Los Angeles, dispose d'un studio dans sa chambre et a une ceinture noire au Taekwondo.
Le 20 octobre 2015, il est annoncé que Tinashe poserait pour le magazine Playboy, devenant l'une des premières femmes à poser non nue depuis la nouvelle politique du magazine.
Elle est ouvertement bisexuelle.

## Filmographie
| Année | Titre                             | Rôle                  | Notes                                    |
| ----- | --------------------------------- | --------------------- | ---------------------------------------- |
| 2000  | Cora Unashamed                    | Josephine             | Téléfilm                                 |
| 2001  | Call Me Claus                     | Young Lucy            | Téléfilm                                 |
| 2003  | Masked and Anonymous              | Mrs. Brown’s Daughter | Pièce de théâtre                         |
| 2004  | Time Out                          | Shawnee               | Court-métrage                            |
| 2004  | Le Pôle express                   | Hero Girl             |                                          |
| 2006  | Les Mots d'Akeelah                | Various               |                                          |
| 2006  | Holly Hobbie : Fête surprise      | Carrie Baker          | Direct-to-video                          |
| 2006  | Holly Hobbie : Souhaits de Noël   | Carrie Baker          | Direct-to-video                          |
| 2007  | Holly Hobbie : Le secret          | Carrie Baker          | Direct-to-video                          |
| 2007  | Holly Hobbie : Amis pour toujours | Carrie Baker          | Direct-to-video                          |
| 2011  | Justin Bieber: Never Say Never    | Elle-même             | Brève apparition dans Director's Fan Cut |

| Année     | Titre                              | Rôle            | Notes                       |
| --------- | ---------------------------------- | --------------- | --------------------------- |
| 2007      | Avatar, le dernier maître de l'air | On Ji           | Épisode : The Headband      |
| 2007      | Out of Jimmy's Head                | Robin           | Rôle récurrent ; 4 épisodes |
| 2008–2009 | Mon oncle Charlie                  | Celeste Burnett | Rôle récurrent ; 3 épisodes |
| 2016-2017 | Empire                             | Elle-même       | Invitée ; 2 épisodes        |
| 2019      | Rent                               | Mimi Marquez    | Téléfilm live               |

## Discographie

### Albums studio
| Titre         | Détails |
| ------------- | --- |
| Aquarius      | - Commercialisation : 7 octobre 2014 - Label: RCA Records - Formats : CD, téléchargement                   |
| Nightride     | - Commercialisation: 4 novembre 2016 - Label: RCA Records - Formats: Téléchargement                        |
| Joyride       | - Commercialisation: 13 avril 2018 - Label: RCA Records - Formats: CD, téléchargement, LP                  |
| Songs for You | - Commercialisation: 21 novembre 2019 - Label: Tinashe Music - Formats: Téléchargement, CD, LP             |
| 333           | - Commercialisation : 6 août 2021 - Label: Tinashe Music - Formats: Téléchargement, CD, LP                 |
| BB/ANG3L      | - Commercialisation: 8 septembre 2023 - Label: Tinashe Music · Nice Life - Formats: Téléchargement, CD, LP |

### Mixtapes
| Titre          | Détails                                                                            |
| -------------- | ---------------------------------------------------------------------------------- |
| In Case We Die | - Parution : 1er février 2012 - Label : Auto-production - Formats : Téléchargement |
| Reverie        | - Parution : 6 septembre 2012 - Label : Auto-production - Formats : Téléchargement |
| Black Water    | - Parution : 26 novembre 2013 - Label : Auto-production - Formats : Téléchargement |
| Amethyst       | - Parution : 16 mars 2015 - Label : Auto-production - Formats : Téléchargement     |

### Singles
| Titre                                                | Année | Meilleure position | Meilleure position | Meilleure position | Meilleure position | Album          |
| Titre                                                | Année | US                 | US R&B             | UK                 | UK R&B             | Album          |
| ---------------------------------------------------- | ----- | ------------------ | ------------------ | ------------------ | ------------------ | -------------- |
| Artificial People (avec Orange Factory Music)        | 2011  | —                  | —                  | —                  | —                  | Single unique  |
| Can't Say No                                         | 2011  | —                  | —                  | —                  | —                  | Single unique  |
| Chainless                                            | 2011  | —                  | —                  | —                  | —                  | In Case We Die |
| My High                                              | 2012  | —                  | —                  | —                  | —                  | In Case We Die |
| Staying Afloat,                                      | 2012  | —                  | —                  | —                  | —                  | Single unique  |
| This Feeling                                         | 2012  | —                  | —                  | —                  | —                  | In Case We Die |
| Boss                                                 | 2012  | —                  | —                  | —                  | —                  | In Case We Die |
| Stargazing                                           | 2012  | —                  | —                  | —                  | —                  | Reverie        |
| Ecstasy                                              | 2012  | —                  | —                  | —                  | —                  | Reverie        |
| Who Am I Working For?                                | 2013  | —                  | —                  | —                  | —                  | Reverie        |
| Painted Faces (avec Jacques Greene)                  | 2013  | —                  | —                  | —                  | —                  | Single unique  |
| Vulnerable (featuring Travi$ Scott)                  | 2013  | —                  | —                  | —                  | —                  | Black Water    |
| 2 On (featuring Schoolboy Q)                         | 2014  | 24                 | 5                  | 53                 | 26                 | Aquarius       |
| Pretend (featuring A$AP Rocky)                       | 2014  | —                  | 34                 | —                  | 36                 | Aquarius       |
| All Hands On Deck                                    | 2015  | —                  | 33                 | 156                | 34                 | Aquarius       |
| Party Favors (featuring Young Thug)                  | 2015  | —                  | —                  | —                  | —                  | single unique  |
| Player (featuring Chris Brown)                       | 2015  | —                  | 41                 | 85                 | 14                 | Joyride        |
| Ride Of Your Life                                    | 2016  | —                  | —                  | —                  | —                  | Nightride      |
| Superlove                                            | 2016  | —                  | —                  | —                  | —                  | Joyride        |
| Company                                              | 2016  | —                  | —                  | —                  | —                  | Nightride      |
| Flame                                                | 2017  | —                  | —                  | —                  | —                  | Joyride        |
| No Drama (featuring Offset)                          | 2018  | —                  | —                  | —                  | —                  | Joyride        |
| Faded Love (featuring Future)                        | 2018  | —                  | —                  | —                  | —                  | Joyride        |
| Me So Bad (featuring French Montana & Ty Dolla Sign) | 2018  | —                  | —                  | —                  | —                  | Joyride        |

### Apparitions
| Titre                                                                   | Année | Album                    |
| ----------------------------------------------------------------------- | ----- | ------------------------ |
| Away from Your Heart (Legacy featuring Tinashe)                         | 2010  | Your New Favorite Rapper |
| Cold Heart (Legacy featuring Tinashe)                                   | 2010  | Your New Favorite Rapper |
| Cake (Bobby Brackins featuring Tinashe)                                 | 2011  | 'Pimp Hand Strong        |
| Eternity (Legacy featuring Tinashe)                                     | 2013  | Dolo                     |
| One for Me (Ryan Hemsworth featuring Tinashe)                           | 2013  | Guilt Trips              |
| Innocence Lost (Erik Hassle featuring Tinashe)                          | 2014  | Somebody's Party         |
| Body Language (Kid Ink featuring Usher & Tinashe)                       | 2014  | TBA                      |
| Dollar Signs (Calvin Harris featuring Tinashe)                          | 2014  | Motion                   |
| Drop That Kitty (Ty Dolla Sign featuring Charli XCX & Tinashe)          | 2015  | Free TC                  |
| I Wanna Get Better (Bleachers featuring Tinashe)                        | 2015  | Terrible Thrills, Vol. 2 |
| All My Friends (Snakehips featuring Chance the Rapper & Tinashe)        | 2015  | All My Friends           |
| Just Say (KDA featuring Tinashe)                                        | 2016  | NC                       |
| All Caught Up (GTA featuring Tinashe)                                   | 2016  | Good Times Ahead         |
| Freal Luv (Far East Movement & Marshmello featuring Chanyeol & Tinashe) | 2016  | Identity                 |
| Slumber Party (Remix) (Britney Spears featuring Tinashe)                | 2016  | Glory                    |
| Text from Your Ex (Tinie Tempah featuring Tinashe)                      | 2017  | Youth                    |
| Quit You (Lost Kings featuring Tinashe)                                 | 2017  | NC                       |

### Vidéoclips
| Titre                                                    | Année | Réalisateur                                      |
| -------------------------------------------------------- | ----- | ------------------------------------------------ |
| Bubblegum                                                | 2009  | NC                                               |
| Dancin' Around the Truth (featuring New Boyz)            | 2010  | Smallz and Raskind                               |
| Away from Your Heart (Legacy featuring Tinashe)          | 2010  | Dominic Thomas                                   |
| Spin the Bottle                                          | 2010  | Travis John                                      |
| How to Love                                              | 2011  | Dominic Thomas / Tinashe                         |
| Cake                                                     | 2011  | Justin Tripping                                  |
| Artificial People                                        | 2011  | Tinashe                                          |
| We Found Love                                            | 2011  | Tinashe                                          |
| Can't Say No                                             | 2011  | Tinashe                                          |
| Chainless                                                | 2011  | Bobby Brackins & Nic Nac                         |
| My High,                                                 | 2012  | Version 1 - Tinashe Version 2 - Aquavis Warfield |
| This Feeling                                             | 2012  | Cole Walliser                                    |
| Fading                                                   | 2012  | Tinashe                                          |
| Boss                                                     | 2012  | Tinashe                                          |
| Ecstasy                                                  | 2012  | Smallz and Raskind                               |
| Who Am I Working For?                                    | 2013  | Tinashe                                          |
| Vulnerable (featuring Travi$ Scott)                      | 2013  | NC                                               |
| 2 On (featuring Schoolboy Q)                             | 2014  | Hannah Lux                                       |
| Pretend (featuring ASAP Rocky)                           | 2014  | NC                                               |
| Slumber Party (Remix) (Britney Spears featuring Tinashe) | 2016  | Colin Tilley                                     |
| Save Room For Us (featuring MAKJ)                        | 2020  | Bradley J. Calder                                |
| Only (Zhu featuring Tinashe)                             | 2020  | Jack Murgatroyd                                  |
| The Worst In Me (Kaytranada featuring Tinashe)           | 2020  | Arnaud Deroudilhe                                |
| Ride Da Wav (Quiet Child featuring Tinashe)              | 2020  | Emmett Lynch                                     |